# Selección de fútbol de Liberia
La selección de fútbol de Liberia es el equipo representativo de dicho país en competiciones internacionales. Está dirigida por la Asociación de Fútbol de Liberia, perteneciente a la CAF y a la FIFA.
Aunque el liberiano George Weah obtuvo el título el Jugador Mundial de la FIFA en 1995, siendo el primer y único futbolista africano que lo ha logrado hasta la fecha, la selección nunca pudo trasladar ese éxito individual a nivel de equipo. Liberia nunca ha llegado a una fase final de la Copa Mundial de Fútbol, aunque estuvo cerca de lograrlo en 2002.

## Estadísticas

### Copa Mundial de Fútbol
| Copa Mundial de Fútbol | Copa Mundial de Fútbol  | Copa Mundial de Fútbol  | Copa Mundial de Fútbol  | Copa Mundial de Fútbol  | Copa Mundial de Fútbol  | Copa Mundial de Fútbol  | Copa Mundial de Fútbol  |
| Año                    | Ronda                   | J                       | G                       | E                       | P                       | GF                      | GC                      |
| ---------------------- | ----------------------- | ----------------------- | ----------------------- | ----------------------- | ----------------------- | ----------------------- | ----------------------- |
| 1930 - 1954            | No existía la selección | No existía la selección | No existía la selección | No existía la selección | No existía la selección | No existía la selección | No existía la selección |
| 1958 - 1978            | No participó            | No participó            | No participó            | No participó            | No participó            | No participó            | No participó            |
| 1982                   | No clasificó            | No clasificó            | No clasificó            | No clasificó            | No clasificó            | No clasificó            | No clasificó            |
| 1986                   | No clasificó            | No clasificó            | No clasificó            | No clasificó            | No clasificó            | No clasificó            | No clasificó            |
| 1990                   | No clasificó            | No clasificó            | No clasificó            | No clasificó            | No clasificó            | No clasificó            | No clasificó            |
| 1994                   | Se retiró               | Se retiró               | Se retiró               | Se retiró               | Se retiró               | Se retiró               | Se retiró               |
| 1998                   | No clasificó            | No clasificó            | No clasificó            | No clasificó            | No clasificó            | No clasificó            | No clasificó            |
| 2002                   | No clasificó            | No clasificó            | No clasificó            | No clasificó            | No clasificó            | No clasificó            | No clasificó            |
| 2006                   | No clasificó            | No clasificó            | No clasificó            | No clasificó            | No clasificó            | No clasificó            | No clasificó            |
| 2010                   | No clasificó            | No clasificó            | No clasificó            | No clasificó            | No clasificó            | No clasificó            | No clasificó            |
| 2014                   | No clasificó            | No clasificó            | No clasificó            | No clasificó            | No clasificó            | No clasificó            | No clasificó            |
| 2018                   | No clasificó            | No clasificó            | No clasificó            | No clasificó            | No clasificó            | No clasificó            | No clasificó            |
| 2022                   | No clasificó            | No clasificó            | No clasificó            | No clasificó            | No clasificó            | No clasificó            | No clasificó            |
| 2026                   | Por disputarse          | Por disputarse          | Por disputarse          | Por disputarse          | Por disputarse          | Por disputarse          | Por disputarse          |
| 2030                   | Por disputarse          | Por disputarse          | Por disputarse          | Por disputarse          | Por disputarse          | Por disputarse          | Por disputarse          |
| 2034                   | Por disputarse          | Por disputarse          | Por disputarse          | Por disputarse          | Por disputarse          | Por disputarse          | Por disputarse          |
| Total                  | 0/22                    | -                       | -                       | -                       | -                       | -                       | -                       |

### Copa Africana de Naciones
| Copa Africana de Naciones | Copa Africana de Naciones | Copa Africana de Naciones | Copa Africana de Naciones | Copa Africana de Naciones | Copa Africana de Naciones | Copa Africana de Naciones | Copa Africana de Naciones |
| Año                       | Ronda                     | J                         | G                         | E                         | P                         | GF                        | GC                        |
| ------------------------- | ------------------------- | ------------------------- | ------------------------- | ------------------------- | ------------------------- | ------------------------- | ------------------------- |
| 1957 - 1965               | No participó              | No participó              | No participó              | No participó              | No participó              | No participó              | No participó              |
| 1968                      | No clasificó              | No clasificó              | No clasificó              | No clasificó              | No clasificó              | No clasificó              | No clasificó              |
| 1970                      | No participó              | No participó              | No participó              | No participó              | No participó              | No participó              | No participó              |
| 1972                      | No participó              | No participó              | No participó              | No participó              | No participó              | No participó              | No participó              |
| 1974                      | No participó              | No participó              | No participó              | No participó              | No participó              | No participó              | No participó              |
| 1976                      | No clasificó              | No clasificó              | No clasificó              | No clasificó              | No clasificó              | No clasificó              | No clasificó              |
| 1978                      | No participó              | No participó              | No participó              | No participó              | No participó              | No participó              | No participó              |
| 1980                      | No participó              | No participó              | No participó              | No participó              | No participó              | No participó              | No participó              |
| 1982                      | No clasificó              | No clasificó              | No clasificó              | No clasificó              | No clasificó              | No clasificó              | No clasificó              |
| 1984                      | Se retiró                 | Se retiró                 | Se retiró                 | Se retiró                 | Se retiró                 | Se retiró                 | Se retiró                 |
| 1986                      | No clasificó              | No clasificó              | No clasificó              | No clasificó              | No clasificó              | No clasificó              | No clasificó              |
| 1988                      | No clasificó              | No clasificó              | No clasificó              | No clasificó              | No clasificó              | No clasificó              | No clasificó              |
| 1990                      | No clasificó              | No clasificó              | No clasificó              | No clasificó              | No clasificó              | No clasificó              | No clasificó              |
| 1992                      | Se retiró                 | Se retiró                 | Se retiró                 | Se retiró                 | Se retiró                 | Se retiró                 | Se retiró                 |
| 1994                      | No clasificó              | No clasificó              | No clasificó              | No clasificó              | No clasificó              | No clasificó              | No clasificó              |
| 1996                      | Fase de grupos            | 2                         | 1                         | 0                         | 1                         | 2                         | 3                         |
| 1998                      | No clasificó              | No clasificó              | No clasificó              | No clasificó              | No clasificó              | No clasificó              | No clasificó              |
| 2000                      | No clasificó              | No clasificó              | No clasificó              | No clasificó              | No clasificó              | No clasificó              | No clasificó              |
| 2002                      | Fase de grupos            | 3                         | 0                         | 2                         | 1                         | 3                         | 4                         |
| 2004                      | No clasificó              | No clasificó              | No clasificó              | No clasificó              | No clasificó              | No clasificó              | No clasificó              |
| 2006                      | No clasificó              | No clasificó              | No clasificó              | No clasificó              | No clasificó              | No clasificó              | No clasificó              |
| 2008                      | No clasificó              | No clasificó              | No clasificó              | No clasificó              | No clasificó              | No clasificó              | No clasificó              |
| 2010                      | No clasificó              | No clasificó              | No clasificó              | No clasificó              | No clasificó              | No clasificó              | No clasificó              |
| 2012                      | No clasificó              | No clasificó              | No clasificó              | No clasificó              | No clasificó              | No clasificó              | No clasificó              |
| 2013                      | No clasificó              | No clasificó              | No clasificó              | No clasificó              | No clasificó              | No clasificó              | No clasificó              |
| 2015                      | No clasificó              | No clasificó              | No clasificó              | No clasificó              | No clasificó              | No clasificó              | No clasificó              |
| 2017                      | No clasificó              | No clasificó              | No clasificó              | No clasificó              | No clasificó              | No clasificó              | No clasificó              |
| 2019                      | No clasificó              | No clasificó              | No clasificó              | No clasificó              | No clasificó              | No clasificó              | No clasificó              |
| 2021                      | No clasificó              | No clasificó              | No clasificó              | No clasificó              | No clasificó              | No clasificó              | No clasificó              |
| 2023                      | No clasificó              | No clasificó              | No clasificó              | No clasificó              | No clasificó              | No clasificó              | No clasificó              |
| 2025                      | No clasificó              | No clasificó              | No clasificó              | No clasificó              | No clasificó              | No clasificó              | No clasificó              |
| 2027                      | Por definir               | Por definir               | Por definir               | Por definir               | Por definir               | Por definir               | Por definir               |
| Total                     | 2/35                      | 5                         | 1                         | 2                         | 2                         | 5                         | 7                         |

## Selección local

### Campeonato Africano de Naciones
| Campeonato Africano de Naciones | Campeonato Africano de Naciones | Campeonato Africano de Naciones | Campeonato Africano de Naciones | Campeonato Africano de Naciones | Campeonato Africano de Naciones | Campeonato Africano de Naciones | Campeonato Africano de Naciones |
| Año                             | Ronda                           | J                               | G                               | E                               | P                               | GF                              | GC                              |
| ------------------------------- | ------------------------------- | ------------------------------- | ------------------------------- | ------------------------------- | ------------------------------- | ------------------------------- | ------------------------------- |
| 2009                            | No participó                    | No participó                    | No participó                    | No participó                    | No participó                    | No participó                    | No participó                    |
| 2011                            | No participó                    | No participó                    | No participó                    | No participó                    | No participó                    | No participó                    | No participó                    |
| 2014                            | No clasificó                    | No clasificó                    | No clasificó                    | No clasificó                    | No clasificó                    | No clasificó                    | No clasificó                    |
| 2016                            | No clasificó                    | No clasificó                    | No clasificó                    | No clasificó                    | No clasificó                    | No clasificó                    | No clasificó                    |
| 2018                            | No clasificó                    | No clasificó                    | No clasificó                    | No clasificó                    | No clasificó                    | No clasificó                    | No clasificó                    |
| 2021                            | No clasificó                    | No clasificó                    | No clasificó                    | No clasificó                    | No clasificó                    | No clasificó                    | No clasificó                    |
| 2023                            | No clasificó                    | No clasificó                    | No clasificó                    | No clasificó                    | No clasificó                    | No clasificó                    | No clasificó                    |
| 2025                            | No clasificó                    | No clasificó                    | No clasificó                    | No clasificó                    | No clasificó                    | No clasificó                    | No clasificó                    |
| Total                           | 0/8                             | -                               | -                               | -                               | -                               | -                               | -                               |

## Últimos partidos y próximos encuentros
Actualizado al último partido jugado el 24 de marzo de 2025
| Fecha      | Ciudad        | Local             | Resultado | Visitante         | Competición                            |
| ---------- | ------------- | ----------------- | --------- | ----------------- | -------------------------------------- |
| 20-03-2024 | Marrakech     | Yibuti            | 0:2       | Liberia           | Clasificación Copa Africana 2025       |
| 26-03-2024 | Monrovia      | Liberia           | 0:0       | Yibuti            | Clasificación Copa Africana 2025       |
| 05-06-2024 | Johannesburgo | Namibia           | 1:1       | Liberia           | Clasificación Copa Mundial 2026        |
| 09-06-2024 | Uchda         | Santo Tomé y Ppe. | 0:1       | Liberia           | Clasificación Copa Mundial 2026        |
| 06-09-2024 | Lomé          | Togo              | 1:1       | Liberia           | Clasificación Copa Africana 2025       |
| 10-09-2024 | Monrovia      | Liberia           | 0:3       | Argelia           | Clasificación Copa Africana 2025       |
| 11-10-2024 | Malabo        | Guinea Ecuatorial | 1:0       | Liberia           | Clasificación Copa Africana 2025       |
| 14-10-2024 | Monrovia      | Liberia           | 1:2       | Guinea Ecuatorial | Clasificación Copa Africana 2025       |
| 27-10-2024 | Monrovia      | Liberia           | 2:1       | Sierra Leona      | Clasificación Campeonato Africano 2025 |
| 01-11-2024 | Monrovia      | Sierra Leona      | 1:1       | Liberia           | Clasificación Campeonato Africano 2025 |
| 13-11-2024 | Monrovia      | Liberia           | 1:0       | Togo              | Clasificación Copa Africana 2025       |
| 16-11-2024 | Tizi Ouzou    | Argelia           | 5:1       | Liberia           | Clasificación Copa Africana 2025       |
| 22-12-2024 | Monrovia      | Liberia           | 1:1       | Senegal           | Clasificación Campeonato Africano 2025 |
| 28-12-2024 | Diamniadio    | Senegal           | 3:0       | Liberia           | Clasificación Campeonato Africano 2025 |
| 19-03-2025 | Monrovia      | Liberia           | 0:1       | Túnez             | Clasificación Copa Mundial 2026        |
| 24-03-2025 | Paynesville   | Liberia           | 2:1       | Santo Tomé y Ppe. | Clasificación Copa Mundial 2026        |

## Jugadores

### Última convocatoria
Convocatoria para septiembre de 2022 (amistosos contra Niger y Egipto).
| No. | Pos. | Jugador          | Fecha de nacimiento (edad)         | Apa. | Goles | Club                    |
| --- | ---- | ---------------- | ---------------------------------- | ---- | ----- | ----------------------- |
|     | POR  | Boison Wynney    | 27 de diciembre de 1996 (28 años)  | 3    | 0     | Gloria Buzău            |
|     | POR  | Melvin King      | 18 de noviembre de 1985 (39 años)  | 6    | 0     | Bouaké                  |
|     | POR  | Tommy Songo      | 20 de abril de 1995 (30 años)      | 16   | 0     | LISCR                   |
|     |      |                  |                                    |      |       |                         |
|     | DEF  | Joel Johnson     | 20 de septiembre de 1992 (32 años) | 8    | 0     | Hartford Athletic       |
|     | DEF  | Jeremy Saygbe    | 1 de junio de 2001 (24 años)       | 11   | 0     | CD Atlético de Marbella |
|     | DEF  | Jamal Arago      | 28 de agosto de 1993 (31 años)     | 2    | 0     | Ohod Club               |
|     | DEF  | Prince Balde     | 23 de marzo de 1998 (27 años)      | 9    | 0     | Drita                   |
|     | DEF  | Sampson Dweh     | 10 de octubre de 2001 (23 años)    | 9    | 0     | MFK Vyškov              |
|     | DEF  | Alvin Maccornell | 13 de enero de 1993 (32 años)      | 19   | 0     | Naft Al-Basra           |
|     | DEF  | Ben Benaiah      | 6 de diciembre de 1992 (32 años)   | 5    | 0     | LPRC Oilers             |
|     |      |                  |                                    |      |       |                         |
|     | MED  | Joachim Adukor   | 2 de mayo de 1993 (32 años)        | 3    | 0     | FC Aktobe               |
|     | MED  | Oscar Dorley     | 19 de julio de 1998 (26 años)      | 26   | 1     | Slavia Prague           |
|     | MED  | David Tweh       | 25 de diciembre de 1998 (26 años)  | 8    | 0     | Hapoel Nof HaGalil      |
|     | MED  | Marcus Macauley  | 27 de octubre de 1991 (33 años)    | 19   | 5     | Moghayer Al-Sarhan      |
|     | MED  | Ketu Jerbo       | 20 de junio de 1998 (27 años)      | 4    | 0     | Bea Mountain            |
|     | MED  | Sidiki Kromah    | 13 de marzo de 1999 (26 años)      | 1    | 0     | Invincible Eleven       |
|     | MED  | Divine Teah      | 19 de abril de 2006 (19 años)      | 2    | 1     | Nimba                   |
|     | MED  | Brem Soumaoro    | 8 de julio de 1996 (28 años)       | 8    | 0     | Sin club                |
|     |      |                  |                                    |      |       |                         |
|     | DEL  | William Jebor    | 10 de noviembre de 1991 (33 años)  | 18   | 12    | Nõmme Kalju             |
|     | DEL  | Kpah Sherman     | 3 de febrero de 1992 (33 años)     | 16   | 3     | Terengganu              |
|     | DEL  | Abu Kamara       | 1 de abril de 1997 (28 años)       | 2    | 0     | Kuching City            |

## Entrenadores
- Josiah Johnson (1971–1978)[2]
- Bert Trautmann (1978–1980)[2]
  -  Josiah Johnson (1979)[2]
- Paulo Campos (1986)
- Walter Pelham (1988–1989)[3][4]
- Wilfred Lardner (1990–1998)
- Kadalah Kromah (1999–2000)
- Philippe Redon (2000–2002)[5]
- Dominic Vava George (2002)[6]
- Kadalah Kromah (2002–2004)[7]
- Joseph Sayon (2004–2006)[8]
- Shawky El Din (2006)[8][9]
- Frank Jericho Nagbe (2006–2008)[10][11]
- Antoine Hey (2008–2009)[11][12]
- Bertalan Bicskei (2010–2011)[13][14][15]
- Roberto Landi (interino- 2011/2011–2012)[15][16]
- Thomas Kojo (interino- 2012)[16]
- Kaetu Smith (2012)[17][18]
- Frank Jericho Nagbe (2013)
- Thomas Kojo (2013)
- James Debbah (2013–2018)
  -  Thomas Kojo (2014)
- Thomas Kojo (2018)
- Peter Butler (2019–2022)[19][20]
- Ansumana Keita (2022)[20]
- Thomas Kojo (interino- 2022–2023)[21]
- Ansumana Keita (2023-2024)[22]
- Mario Marinică (2024-2024)
- Thomas Kojo (2024-presente)